# Lijst van beelden in Uden
Dit is een (onvolledige) chronologische lijst van beelden in Uden. Onder een beeld wordt hier verstaan elk driedimensionaal kunstwerk in de openbare ruimte van de Noord-Brabantse plaats Uden, waarbij beeld wordt gebruikt als verzamelbegrip voor sculpturen, standbeelden, installaties, gedenktekens en overige beeldhouwwerken.
Voor de beschikbare afbeeldingen zie de categorie Beelden in Uden op Wikimedia Commons.
| Geplaatst | Omschrijving                              | Kunstenaar                            | Straat                                          | Materiaal     | Afbeelding   |
| --------- | ----------------------------------------- | ------------------------------------- | ----------------------------------------------- | ------------- | ------------ |
| 1930      | Heilig Hartbeeld (Petruskerk)             | Wim Harzing                           | Kerkstraat                                      | zandsteen     |              |
| 1930      | Petrus                                    |                                       | Kerkstraat, St.Petruskerk                       |               | Petrus       |
| 1949      | Heilig Hartbeeld (Birgittinessenklooster) | Peter Roovers                         | Vorstenburg                                     | klei          |              |
|           | Calvarie met vagevuur                     |                                       | Vorstenburg, buitenzijde Birgittenessenklooster |               | Calvarie     |
| 1951      | Reliëfs                                   |                                       | Oliemolenstraat 25-43                           |               |              |
| 1984      | Naat Piek                                 | Ger van Iperen-Schenkels              | Mondriaanplein                                  | brons         | Naat Piek    |
|           | De Zonnefluiter (1984)                    | Arthur Spronken                       | Mondriaanplein                                  | brons         | Zonnefluiter |
| 1990      | Heilige Birgitta                          | Tony van de Vorst                     | Vorstenburg                                     | brons         | Birgitta     |
| 1991      | Stenen Tuin                               | Carola van Wijk                       | Mondriaanplein                                  | baksteen      | Stenen tuin  |
|           | De Poort van de Ruimte (1993)             | Huub en Adelheid Kortekaas            | Raamhof                                         | cortenstaal   |              |
| 1996      | Penthouses                                | Jos Willems                           | Botermarkt                                      | brons / staal | Penthouses   |
| 1999      | Markant Koperwerk                         | Maria van Gerwen                      | Markt, theater                                  | brons         | Koperwerk    |
| 2001      | La Bienvenida                             | Juan Ripollés                         | Pastoor Spieringsstraat / Violierstraat         |               |              |
| 2003      | Aphrodite                                 | Pieter Kortekaas                      | Nieuwe Markt, gemeentehuis                      | brons         | Aphrodite    |
|           | Azië                                      | Joep Coppens                          | Abdijlaan                                       | brons         |              |
|           | Cliff Richard                             | Kees Verkade                          |                                                 | brons         |              |
|           | De Drost                                  | Harry Storms                          | Drossaard                                       | brons         | Drost        |
|           | De Muizen                                 | Cecilia Visser                        | Wislaan, BS ’t Mulderke                         |               |              |
|           | De Muzemeid                               | C.L. Janson                           |                                                 | brons         |              |
|           | De Vlucht                                 | Felix van der Linden                  | Hyacintstraat, Bevrijdingspark                  | brons         |              |
|           | De Vredesduif                             | Ton Jansen                            |                                                 | Staal         |              |
|           | Harry Storms                              | Niek van Leest                        | Gemeentehuis                                    | brons         |              |
|           | Hossend Paar                              | Ton Jansen                            | Pastoor Spieringsstraat / Galerij               | brons         |              |
|           | Kees Vlasman herinnering                  |                                       | Elzenstraat 1                                   | staal         | Kees Vlasman |
|           | Koenfontijn                               | Franz-Jozef Vanck                     | Galerij                                         | natuursteen   |              |
|           | Mozaïekbank Weet je nog/Wist je al?       |                                       | Pastoor Spieringsstraat                         | mozaïek       |              |
|           | Mozaiekbank dieren                        |                                       | Beatrixhof                                      | mozaïek       | Mozaïekbank  |
|           | Mujer Tumbada                             | Juan Ripollés                         | A50 Afslag Uden-Noord / Zeeland                 |               |              |
|           | Oermoeder van de Hoeve                    | Marga Jansen                          | Klantstraat                                     |               |              |
|           | Peerke Verschiet                          | Jan de Werd                           | Marktstraat                                     | brons         |              |
|           | Speeltoestel                              | Martin van Osdorp                     | Zoggel                                          |               |              |
|           | Van Donzel met Zon                        | Martijn van Gemert                    | Bevrijdingspark                                 | metaal        |              |
|           | Unicorns                                  |                                       | Ziekenhuis Bernhoven (binnenplaats)             |               | Unicorns     |
|           | Varkens                                   | Hanneke Mols-van Gool                 | Mondriaanplein                                  | steen         | Varkens      |
|           | Vlucht                                    | Ton Fleskens                          | Industrielaan, Vluchtoord                       | rvs           |              |
|           | (vogel met jong)                          |                                       | Oliemolenstraat 20                              |               |              |
|           | Vogelmensen                               | Theo Mols                             | Hyacintstraat, Bevrijdingspark                  | brons         |              |
|           | Wegenbouwer                               | Piet Schoenmakers                     |                                                 |               |              |
|           | (Zonder titel)                            | Gerard Bruning                        | Markt, Gemeentehuis                             | brons         |              |
|           | (Zonder titel)                            | Ton Jansen                            | Piusplein                                       | brons / staal |              |
| 2024      | Boom van troost en hoop                   | Juul Rameau / studenten Udens College | Bevrijdingspark                                 | cortenstaal   | Juul Rameau  |